# Eurytoma scolyti
Eurytoma scolyti är en stekelart som beskrevs av Yang 1996. Eurytoma scolyti ingår i släktet Eurytoma och familjen kragglanssteklar. Inga underarter finns listade i Catalogue of Life.